# مووی‌وب
مووی‌وب یک وب سایت خبری سرگرمی و برند ویدیویی است.

## بررسی اجمالی
مووی وب از طریق وب سایت خود اخبار سرگرمی را گزارش می‌دهد. این سایت همچنین یک پایگاه‌داده قابل جستجو از فیلم ها را نگهداری می کند. 

## تاریخ
مووی‌وب اولین بار در سال ۱۹۹۵ راه اندازی شد. در سال ۱۹۹۷ گزارش شد که توسط یک تیم 4 نفره پشتیبانی می‌شد که اطلاعات فیلم را منتشر می‌کرد که اگرچه «لطیف» نبود، اما «جذابیت خاصی» داشت. در سال ۲۰۱۲، مووی‌وب ویدئویی را تولید کرد که یک ترکیب نقیضه با مضمون دهه ۸۰ از مجموعه مردگان متحرک همراه با موسیقی از مسائل اولیه بود که در فضای مجازی منتشر شد.  